# P.M. Pauwels
P.M. Pauwels is een Belgische auteur van romans en thrillers. Ze heeft verschillende boeken gepubliceerd, waaronder Muizen in het Bed, Hoor de Stilte Spreken en Verloren in het Verleden. Haar werk wordt gekenmerkt door een beeldende schrijfstijl, waarbij personages evolueren en morele dilemma’s centraal staan.

## Levensloop
P.M. Pauwels werd geboren als Pia Marie Pauwels in Antwerpen en groeide op in België. Ze ontwikkelde al op jonge leeftijd een interesse in literatuur en bracht na haar studie geruime tijd in het buitenland door. Na een carrière in de toeristische sector legde ze zich volledig toe op het schrijven.

## Carrière
Pauwels debuteerde in 2022 met Muizen in het Bed, een roman over het plattelandsleven in Zuid-Frankrijk, geïnspireerd door haar eigen ervaringen. Haar tweede boek, Hoor de Stilte Spreken (2023), behandelt thema’s als huiselijk geweld, zelfdoding en manipulatie. In Verloren in het Verleden (2024) verwerkt ze elementen uit haar vrijwilligerswerk in de palliatieve zorg en de historische ontvoeringszaak van François Apers uit de jaren zeventig. Haar spannende romans combineren verschillende genres, waarbij spanning, drama, humor en romantiek verweven wordt.
Haar werk heeft een breed lezerspubliek gevonden en is opgenomen in verschillende boekentips en magazines. In 2025 werd ze genomineerd voor de shortlist van ‘Uitblinker van het Jaar’.

## Interviews en Media optredens
Pauwels’ debuutroman werd vermeld in tijdschriften zoals Nouveau, Landidee en Ariadne at Home. In een interview met Côte & Provence besprak ze haar inspiratiebronnen, waaronder het Franse plattelandsleven. In Antwerpen Leest werd ze geïnterviewd over de therapeutische werking van schrijven. Ze nam deel aan auteurspanels en radioshows, waaronder een interview met Ann Van Elsen op JOE FM en de podcast van de Amerikaanse muzikant Eddie C. Daarnaast gaf ze signeersessies en lezingen in boekhandels in Vlaanderen.